# Ramphocaenus melanurus
Ramphocaenus melanurus là một loài chim trong họ Polioptilidae.